# Chris Boardman
Christopher Boardman, detto Chris (Hoylake, 26 agosto 1968), è un ex pistard e ciclista su strada britannico.
Professionista dal 1993 al 2000, fu campione olimpico nell'inseguimento ai Giochi della XXV Olimpiade del 1992 e detenne il record dell'ora in più occasioni.

## Carriera
Diventato professionista nel 1993 dopo il successo olimpico a Barcellona, dove nella finale dell'inseguimento arrivò addirittura a raggiungere l'avversario campione del mondo in carica Jens Lehmann, si distinse subito per i risultati nelle prove a cronometro.
Al Tour de France vinse per tre volte il cronoprologo, nel 1994 (coprendo i 7,2 chilometri del percorso alla media di 55,152 km/h, record per il prologo più veloce alla Grande Boucle), nel 1997 e nel 1998; complessivamente vestì per sei giorni la maglia gialla.
Nel 1994 a Catania conquistò il primo campionato del mondo a cronometro battendo l'italiano Andrea Chiurato; due anni dopo vinse la medaglia di bronzo della specialità ai Giochi della XXVI Olimpiade di Atlanta. Nel 1997 e nel 1999 fu terzo alla prova iridata contro il tempo.
Ottenne qualche piazzamento di rilievo in alcune prestigiose brevi corse a tappe: fu secondo al Critérium du Dauphiné Libéré nel 1995 dietro a Miguel Indurain e terzo alla Parigi-Nizza 1996, alle spalle del vincitore Laurent Jalabert e di Lance Armstrong. Forte di questi risultati si presentò al via del Tour de France 1996 con ambizioni di classifica, ma nelle tappe di montagna fu sempre lontano dai migliori, concludendo la corsa al 39º posto a circa un'ora e mezza di ritardo da Bjarne Riis.

### Il record dell'ora
I maggiori successi della sua carriera li ottenne tuttavia nel record dell'ora, grazie al quale salì alla ribalta mondiale: il 23 luglio 1993 migliorò di quasi 700 metri (52,270) il primato che, appena sei giorni prima, lo scozzese Graeme Obree aveva strappato all'italiano Francesco Moser.
Lo scozzese rifece suo il record nel successivo aprile, ma Boardman il 7 settembre 1996, nella veloce pista di Manchester, batté nuovamente il record, migliorato nel frattempo da Tony Rominger. Il computo fu di 56,375 chilometri.
Nel 2000, un anno dopo il ritiro dalle competizioni di Boardman, l'UCI decise di eliminare i record stabiliti con biciclette speciali, fissando una nuova normativa per il mezzo da utilizzare e classificando come miglior prestazione umana i record dal 1984 in poi. Tornò quindi in vigore il record di Eddy Merckx (49,431) del 1972, che Boardman decise di provare a battere, stabilendo il nuovo record su una bici tradizionale il 27 ottobre 2000, sempre a Manchester, con un miglioramento di 10 metri rispetto al record di Merckx. Il suo record è stato poi battuto da Ondřej Sosenka nel 2005. Quanto invece ai 56,375 chilometri fatti registrare nel 1996, essi rimasero come detto validi come miglior prestazione umana sull'ora prima di essere superati ufficiosamente il 25 maggio 2012 dai 56,597 di Aurelién Bonneteau (che li percorse però su una bicicletta reclinata) ed ufficialmente l'8 ottobre 2022 dai 56,792 di Filippo Ganna.

## Palmarès

### Pista
- 1992

Giochi olimpici, Inseguimento individuale
- 1994

Campionati del mondo, Inseguimento individuale
- 1996

Campionati del mondo, Inseguimento individuale

### Strada
- 1989

3º Tour of Lancashire (cronometro)
- 1991

Classifica generale Tour of Lancashire
- 1993

Gran Prix Eddy Merckx (cronometro)
Duo Normand (cronometro)
Chrono des Herbieres (cronometro)
Millemetri del Corso di Mestre
2º Tour of Lancashire
3º Tour of Lancashire (cronometro)
Classifica generale Tour of Lancashire
- 1994

Prologo Vuelta a Murcia (La Manga, cronometro)
5ª tappa Vuelta a Murcia (Murcia, cronometro)
Prologo Critérium du Dauphiné Libéré (Évian, cronometro)
3ª tappa Critérium du Dauphiné Libéré (Romans-sur-Isère, cronometro)
7ª tappa Critérium du Dauphiné Libéré (Chambéry)
6ª tappa Tour de Suisse (Lugnao, cronometro)
Prologo Tour de France (Lilla, cronometro)
Campionati del mondo, Cronometro
- 1995

4ª tappa Tour de l'Oise (cronometro)
4ª tappa Hénin Beaumont4 Jours de Dunkerque
Prologo Critérium du Dauphiné Libéré (Hénin-Beaumont, cronometro)
- 1996

2ª tappa, 1ª semitappa Route du Sud (cronometro)
Memorial Jozef Voegli (cronometro)
Gran Prix Eddy Merckx (cronometro)
Duo Normand (cronometro)
Grand Prix Telekom (cronocoppie con Uwe Peschel)
Classifica generale Critérium International
Chrono des Nations (cronometro)
Grand Prix des Nations (cronometro)
8ª tappa, 2ª semitappa Paris-Nice (Nizza, cronometro)
2ª tappa 4 Jours de Dunkerque (Saint-Pol-sur-Ternoise, cronometro)
Prologo Critérium du Dauphiné Libéré (Megève, cronometro)
- 1997

5ª tappa, 2ª semitappa Vuelta a la Comunidad Valenciana (Valencia, cronometro)
Prologo Tour de Romandie (cronometro)
5ª tappa, 2ª semitappa Tour de Romandie (cronometro)
Prologo Critérium du Dauphiné Libéré (cronometro)
1ª tappa, 2ª semitappa Volta Ciclista a Catalunya (La Pineda, cronometro)
5ª tappa Volta Ciclista a Catalunya (Vic, cronometro)
Prologo Tour de France (Rouen, cronometro)
- 1998

Prologo Critérium du Dauphiné Libéré (cronometro)
4ª tappa Critérium du Dauphiné Libéré (cronometro)
1ª tappa, 2ª semitappa Volta Ciclista a Catalunya (La Pineda, cronometro)
5ª tappa Volta Ciclista a Catalunya (Gerona, cronometro)
Prologo Tour de France (Dublino, cronometro)
5ª tappa, 2ª semitappa Tour de l'Ain
- 1999

Duo Normand (cronometro)
Grand Prix Breitling (cronocoppie con Jens Voigt)
1ª tappa Paris-Nice (Parigi, cronometro)
2ª tappa, 2ª semitappa Critérium International (Cavaillon, cronometro)
2ª tappa, 2ª semitappa Prudential Tour (Portsmouth)
Memorial Jozef Vogeli

### Altri successi
- 1993

Record dell'ora
- 1996

Record dell'ora
- 2000

Record dell'ora

## Piazzamenti

### Grandi Giri
- Tour de France

1994: ritirato (11ª tappa)
1995: ritirato (Prologo)
1996: 39º
1997: ritirato (13ª tappa)
1998: ritirato (2ª tappa)
1999: 119º
- Vuelta a España

1997: ritirato (7ª tappa)
1998: ritirato (8ª tappa)

### Classiche monumento
- Milano-Sanremo

1996: 68º
- Liegi-Bastogne-Liegi

1997: 22º
1998: 80º
1999: ritirato
2000: ritirato

### Competizioni mondiali
- Campionati del mondo su pista

Hamar 1993 - Inseguimento individuale: 3º
Palermo 1994 - Inseguimento individuale: vincitore
Manchester 1996 - Inseguimento individuale: vincitore
- Campionati del mondo su strada

Catania 1994 - Cronometro Elite: vincitore
Lugano 1996 - Cronometro Elite: 2º
San Sebastián 1997 - Cronometro Elite: 3º
Valkenburg 1998 - Cronometro Elite: 11º
Verona 1999 - Cronometro Elite: 3º
Plouay 2000 - Cronometro Elite: 4º
- Giochi olimpici

Seul 1988 - Inseguimento a squadre: 13º
Barcellona 1992 - Inseguimento a squadre: 5º
Barcellona 1992 - Inseguimento individuale: vincitore
Atlanta 1996 - Cronometro: 3º
Sydney 2000 - Cronometro: 11º